# Super Bowl XLV
Super Bowl XLV fue la 45ª edición anual Super Bowl de fútbol americano, y el partido por el campeonato anual número 41 de la era moderna de la National Football League (NFL).
El partido se disputó el 6 de febrero de 2011 y enfrentó a los campeones de la AFC, los Pittsburgh Steelers, y a los campeones de la NFC, los Green Bay Packers. Fue retransmitido por la cadena FOX.
Los Steelers se presentaron con marca de 14-4 (incluidos los juegos de postemporada) y los Packers con balance de 13-6. Cabe mencionar que Green Bay se presentó a los playoffs como el último clasificado de la NFC, ganado sus tres partidos de postemporada como visitantes.
El también llamado Super domingo tuvo lugar en el Cowboys Stadium en Arlington, Texas. Esta fue la primera vez que la Super Bowl se llevó a cabo en el área metropolitana de Dallas/Fort Worth y la tercera vez que se hizo en el estado de Texas.
El kickoff fue a las 5:25pm aproximadamente (horario central de los Estados Unidos). Esta fue la octava aparición de Pittsburgh en Super Bowl (quienes ostentan el récord de 6 victorias y dos derrotas en la historia de Super Bowls), y la quinta de Green Bay (que tienen en su haber doce títulos de campeonato de la NFL, incluyendo tres trofeos de Super Bowl).
Christina Aguilera, The Black Eyed Peas y Lea Michele cantaron en el show.
También se anunció que el programa del canal FOX, Glee, sería transmitido después del partido con un episodio dedicado al Super Bowl.

## Antecedentes

### Pittsburgh Steelers
Los Steelers terminaron la temporada regular 2010 con un balance de 12-4. Ganaron el título de la División Norte de la AFC y pasaron como seed 2 de la conferencia, ganado el campeonato de la AFC a los New York Jets. Se presentaron a su octava Super Bowl, igualando la marca de apariciones de los Dallas Cowboys. Su balance en Super Bowl era de 6 victorias por una sola derrota.
Esta es la tercera aparición en Super Bowl de Pittsburgh desde que Ben Roethlisberger se convirtiera en el quarterback titular en 2004. Sin embargo, la imagen de Roethlisberger se vio ensombrecida por problemas extradeportivos antes de que comenzara la temporada de 2010. Por segunda vez desde 2008, fue acusado de conducta impropia y abuso sexual, esta vez acusado de violar a una estudiante universitaria de 20 años. Al final las autoridades del estado de Georgia no formularon cargos, pero en respuesta la NFL lo suspendió durante los primeros cuatro encuentros de la temporada de 2010. Sin embargo, el equipo respondió ganando tres de esos cuatro partidos guiados por Charlie Batch como QB suplente. Big Ben regresó después del descanso de la semana 5 y los llevó a un final de 9-3 durante el resto del año.
La ofensiva total de los Steelers está catalogada como la decimocuarta de la liga. En los 12 partidos en los que participó Roethilsberger, completó 240 de 389 intentos de pase, obtuvo 3200 yardas, 17 touchdowns, 5 interceptaciones y un QB rating de 97 (el quinto mejor de la liga). Su mejor corredor fue Rashard Mendenhall con 1273 yardas y 13 touchdowns. Los mejores receptores de Roethilsberger fueron Mike Wallace con 60 recepciones para 1257 yardas y 10 touchdowns y Hines Ward con 59 recepciones para 755 yardas y 5 touchdowns. Una baja muy importante en la línea ofensiva, el centro Maurkice Pouncey no jugó debido a fractura en el tobillo izquierdo. El coordinador ofensivo es Bruce Arians (58 años).
Los Steelers cuentan con una magnífica defensa, segunda total de la liga. Líder de la NFL en capturas de QB (48), menor cantidad de puntos (14,5) y yardas por tierra (62,8) permitidas por juego, mientras que ocupan el segundo lugar en la menor cantidad de yardas totales por partido (276,8). La línea fue liderada por el tackle y Pro Bowl Brett Keisel. Los Steelers también tienen cuatro excelentes linebackers: LaMarr Woodley, James Harrison, James Farrior y Lawrence Timmons. Por tercer año consecutivo, Woodley y Harrison obtuvieron por lo menos 10 sacks cada uno. Woodley también forzó 3 fumbles y Harrison 6. Farrior tuvo un total de 109 placajes y 6 sacks. Timmons lideró al equipo con 135 placajes totales, mientras que también logró 3 sacks y dos interceptaciones. La secundaria es comandada por el Pro Bowl Troy Polamalu, quien ganó el premio al jugador defensivo del año de la NFL y empató su marca personal de 7 interceptaciones, 101 yardas devueltas y 1 touchdown en 2010. Esta magnífica defensa es coordinada por Dick LeBau (73 años), que hace recordar las glorias de la Cortina de Acero de los años 70.
Mike Tomlin ya es el entrenador en jefe más joven en ganar el Super Bowl (36 años) y se convirtió en el entrenador más joven en llegar al Super Domingo en dos ocasiones (38 años).
Nominación de Steelers al Pro Bowl
1. James Harrison, LB
2. Brett Kiesel, DE
3. Troy Polamalu, S
4. Maurkice Pouncey, C

En tipografía cursiva, jugador All-Pro titular o de primer equipo.

### Green Bay Packers
Los Packers finalizaron la temporada regular con un balance de 10-6, y fue el primer seed 6 de la NFC en llegar a una Super Bowl ganado sus 3 partidos de postemporada de visitantes. Green Bay derrotó a los Chicago Bears en el Juego de Campeonato de la NFC en Soldier Field y jugaron su quinta Super Bowl. Su balance en estos partidos es de 4-1. Los Packers también se unieron a los Steelers de 2005 como los únicos equipos en derrotar a los tres primeros cabezas de serie en el camino en los playoffs.
La ofensiva de Green Bay, novena total de la liga, fue dirigida por el QB Aaron Rodgers en su tercera campaña como titular desde la salida del legendario Brett Favre. Rodgers finalizó la temporada regular con un promedio de pases completos del 65,7%, 3912 yardas y 28 touchdowns, con tan solo 10 interceptaciones, dándole su segunda temporada consecutiva con un QB rating de tres dígitos, 101,2 (el tercero mejor de la liga). Además, Rodgers también colaboró con los Packs con 356 yardas y 4 touchdowns por tierra. Su principal receptor fue el nominado a Pro Bowl Greg Jennings, quien atrapó 76 pases para 1265 yardas y 12 touchdowns, con un promedio de 16,6 yardas por pases recibidos. Otros importantes receptores incluyeron a James Jones (50 recepciones, 676 yardas y 5 touchdowns), Donald Driver (51 recepciones, 565 yardas y 4 touchdowns) y Jordy Nelson (45 recepciones, 582 yardas y 496 yardas en kick returns). Los Packers perdieron al tight end estrella Jermichael Finley (21 recepciones, 301 yardas, 1 touchdown) debido a una lesión en la semana cinco, y que hasta entonces era su líder receptor. El juego terrestre de los Packers se vio menguado por la lesión de Ryan Grant en la primera semana. Grant había corrido para más de 1200 yardas en cada uno de los dos últimos años. En su ausencia, el equipo se basó en Brandon Jackson, quien corrió para 703 yardas, además atrapó 43 pases para 342 yardas, junto con el fullback John Kuhn, quien sumó 281 yardas por tierra. La línea ofensiva del equipo está anclada por Chad Clifton, tackle veterano de 11 años y nominado a Pro Bowl. El coordinador ofensivo es Joe Philbin (49 años).
La defensa de los Packers quedó como la quinta total de la NFL. Ocupó el segundo lugar en puntos permitidos por partido con 15, precisamente detrás de los Steelers. La línea fue dirigida por el tackle Cullen Jenkins, que acumuló siete sacks en solo 11 juegos y frente a su compañero el nose tacke B.J. Raji, quien consiguió 6,5 sacks. Detrás de ellos, cuentan con dos soberbios linebackers, el Pro Bowler Clay Matthews III y A.J. Hawk. Matthews ocupó el cuarto lugar en la NFL con 13,5 sacks (Matthews fue el segundo lugar del jugador defensivo del año, solo detrás de Polamalu), mientras que Hawk lideró al equipo en placajes totales (111) y tres pases interceptados. Tres de los cuatro titulares de los Packers de la secundaria fueron nominados a Pro Bowl. Tramon Williams lideró al equipo con una cuota de 6 interceptaciones, sin mencionar la adición de 326 yardas en punt returns. Otras selecciones a Pro Bowl fueron el safety Nick Collins (4 interceptaciones y 70 placajes totales) y el vetarano cornerback Charles Woodson, quien registró 92 placajes y 5 fumbles forzados, además de 2 interceptaciones. El coordinador defensivo es Dom Capers (60 años).
Para el entrenador en jefe de Green Bay, Mike McCarthy (47 años), es su primera aparición en Super Bowl después de 5 temporadas al mando de los Packers.
Nominación de Packers al Pro Bowl
1. Chad Clifton, OT
2. Nick Collins, S
3. Greg Jennings, WR
4. Clay Matthews III, LB
5. Tramon Williams, CB
6. Charles Woodson, CB

En tipografía cursiva, jugador All-Pro titular o de primer equipo